# Climat de Provence-Alpes-Côte d'Azur
Le climat de Provence-Alpes-Côte d'Azur est l’état moyen des conditions de l'atmosphère terrestre sur le territoire de la région Provence-Alpes-Côte d'Azur, fondé sur les moyennes et la variabilité de paramètres météorologiques (température, pression atmosphérique, précipitations, ensoleillement, humidité, vitesse du vent) pendant une période donnée, la période type de référence définie par l’Organisation météorologique mondiale étant de 30 ans.
Le climat méditerranéen est caractérisé par une sécheresse et une chaleur estivales, et secondairement par la relative douceur des températures hivernales. Les précipitations en Provence-Alpes-Côte d’Azur dépassent 500 mm par an en moyenne, mais varient fortement d’une année ou d’un mois sur l’autre : à de longues périodes sèches peuvent succéder des averses d’une intensité remarquable.
Comme l'ensemble de la France métropolitaine, la région Provence-Alpes-Côte d'Azur est exposée au réchauffement climatique qui contribue à modifier les climats locaux actuels et à des effets sur l'environnement, la santé et la société. Pour respecter les deux objectifs de l'accord de Paris sur le climat (réchauffement bien en-dessous de 2 °C et de préférence limité à 1,5 °C), une réduction forte et immédiate des émissions de CO2 est indispensable, jusqu'à atteindre la neutralité carbone, seule à même de stopper le réchauffement, la France, à travers sa politique climatique, déploie différentes stratégies d'atténuation et d'adaptation), avec des objectifs spécifiques comme la réduction des émissions de gaz à effet de serre de 40 % entre 1990 et 2030 (20 % en 2019) ou la réduction de la consommation énergétique finale de 50 % en 2050 par rapport à la référence 2012 en visant un objectif intermédiaire de 20 % en 2030. Dans ce cadre le conseil régional de Provence-Alpes-Côte d'Azur créé le GREC-Sud, un groupe régional d’experts sur le climat, et publie différents documents de stratégie (SRADETT) ou d'engagements. Au niveau local, en août 2023, 52 PCAET, portés par les intercommunalités, sont adoptés ou en cours d'élaboration.

## Zonages climatiques

### Zonage de Joly et al. (2010)

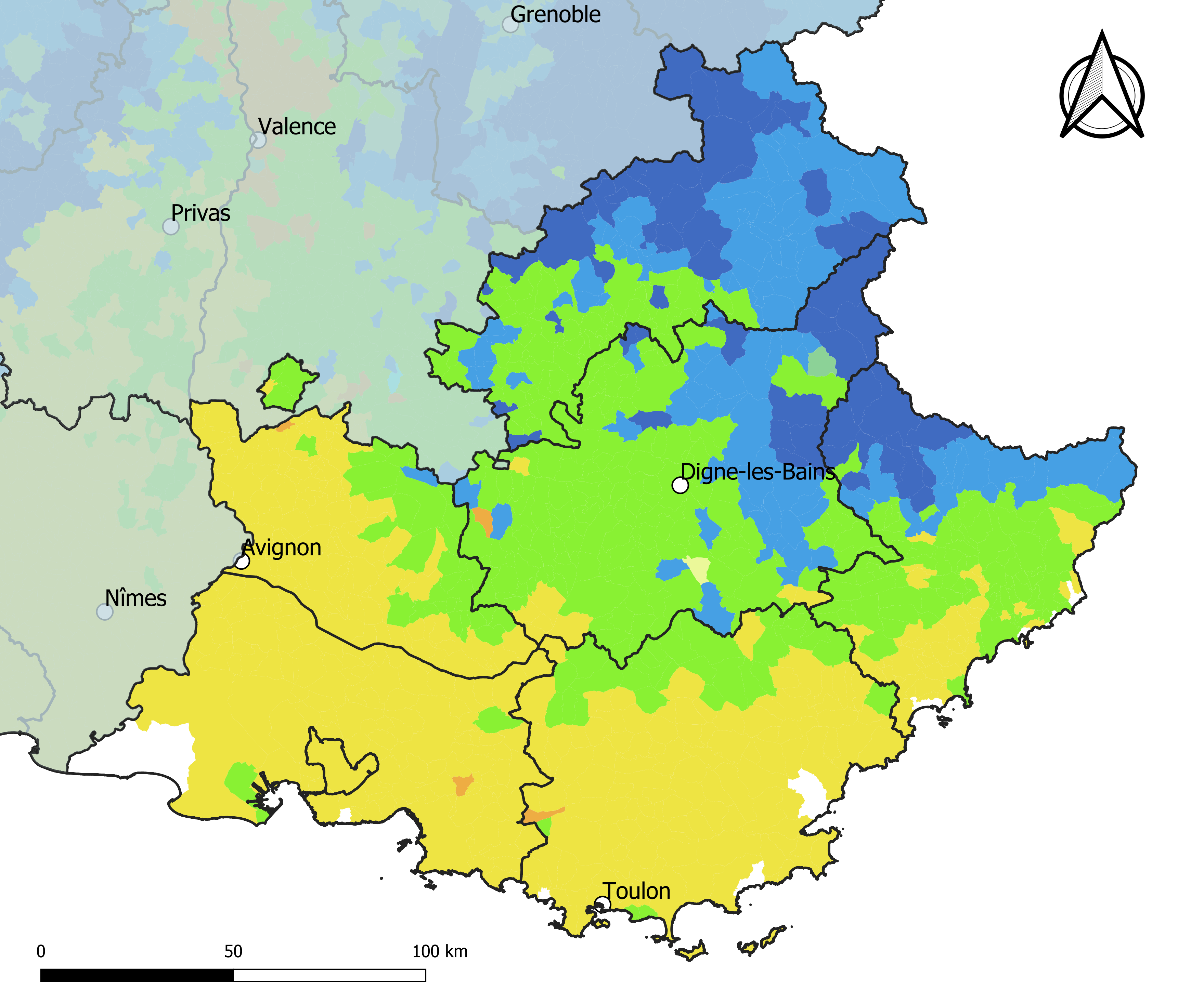
Zonage climatique de Joly et al. (2010).
1 : climats de montagne
2 : climat semi-continental et climat des marges montagnardes
6 : climat méditerranéen altéré
8 : climat méditerranéen franc

Une étude du CNRS de 2010 réalisée par Daniel Joly, Thierry Brossard, Hervé Cardot, Jean Cavailhes, Mohamed Hilal et Pierre Wavresky a permis de classer les climats de métropole en huit grands types. Partant des mesures stationnelles de précipitation et de température mises à disposition par Météo-France, un jeu de 14 variables intégrant une série temporelle de 30 ans (1971-2000) est défini pour caractériser les climats et leurs modalités distinctives de variation. Une méthode originale dite d’interpolation locale permet de reconstituer les champs spatiaux continus des variables en question et de les exprimer sous forme de couches d’information gérables par SIG. Il en a résulté 8 types de climats. Le climat normand est composé de trois ensembles climatiques distincts :  à l'ouest, un climat dit « océanique franc ». En allant davantage vers l'intérieur des terres, on voit apparaitre une entité dite de « climat océanique altéré ». A l’extrême est, on parlera d’un « climat océanique dégradé des plaines du Centre et du Nord. »
- Type 1 : les climats de montagne regroupent tous les lieux où les influences montagnardes et/ou semi-continentale sont prépondérantes, avec un nombre de jours et un cumul élevés de précipitation, une température moyenne inférieure à 9,4 °C et, corrélativement, plus de 25 jours au cours desquels la température minimale a été inférieure à -5° C et moins de 4 avec un maximum supérieur à 30 °C[3].
- Type 2 : le climat semi-continental et le climat des marges montagnardes regroupent les périphéries montagnardes et s’étend sur de vastes secteurs où les températures sont moins froides qu’en montagne (elles sont cependant, à altitude égale, plus froides que partout ailleurs), les précipitations légèrement plus faibles et moins fréquentes, mais la variabilité climatique sur la normale 1971-2000 tout aussi élevée[4] ;
- Type 6 : Le climat méditerranéen altéré. La température moyenne annuelle est élevée, avec des jours de froid en nombre réduit et des jours chauds compris entre 15 et 23/an. La variabilité interannuelle des températures de juillet est minimale : l’été est répétitivement chaud d’une année à l’autre. Le cumul des précipitations annuelles est moyen (800-950 mm) mais elles ne sont pas réparties homogènement[5] ;
- Type 8 : Le climat méditerranéen franc. Les caractères climatiques sont très tranchés, plus que dans chacun des sept précédents climats. Les températures annuelles sont élevées, associées à des jours froids rarissimes et des jours chauds fréquents. L’amplitude interannuelle est élevée (plus de 17 °C entre juillet et janvier) tandis que ces caractères sont très stables d’une année à l’autre. Le rapport très élevé entre précipitations d’automne et précipitations d’été (> 6) est le caractère principal de ce climat. Le cumul annuel des précipitations est faible avec un été aride mais un hiver plutôt bien arrosé malgré un faible nombre de jours de pluie[6].

### Zonages de Météo-France (2020)
|  |  |

## Caractéristiques climatiques
Le climat méditerranéen est caractérisé par une sécheresse et une chaleur estivales, et secondairement par la relative douceur des températures hivernales. Les précipitations en Provence-Alpes-Côte d’Azur dépassent 500 mm par an en moyenne, mais varient fortement d’une année ou d’un mois sur l’autre : à de longues périodes sèches peuvent succéder des averses d’une intensité remarquable.

### Paramètres des stations météorologiques historiques
Par station historique, il convient d'entendre une station qui permet de connaître trois normales climatiques consécutives (1971-2000, 1981-2010 et 1990-2020) sur Infoclimat. Il existe quinze stations historiques dans la région.
| Département             | Stations           | Températures            | Températures            | Températures             | Ensoleilmt | Précipitations | Précipitations           | Précipitations | Précipitations |
| Département             | Stations           | moy moyenne (1991-2020) | maxi extrême            | mini extrême             | Ensoleilmt | Cumul moyen    | Max en 24 h              | Max en 5 j     | Moy > 1 mm     |
| ----------------------- | ------------------ | ----------------------- | ----------------------- | ------------------------ | ---------- | -------------- | ------------------------ | -------------- | -------------- |
| Alpes-de-Haute-Provence | Saint-Auban        | 13,4                    | 42,2 (le 28 juin 2019)  | -13,4 (le 10 janv. 1985) | 2779.3     | 714,2          | 150,9 (le 23 sept. 1984) | 203,2 (sept.)  | 8,8            |
| Alpes-Maritimes         | Cannes - Mandelieu | 15,5                    | 39,2 (le 19 juil. 2023) | -12,0 (le 09 janv. 1985) | 2742.8     | 881,2          | 226,1 (le 19 dec. 1983)  | 301,1 (dec.)   | 11,6           |
| Alpes-Maritimes         | Nice               | 16,3                    | 37,7 (le 01 août 2006)  | -7,2 (le 09 janv. 1985)  | 2760.8     | 791,3          | 237,0 (le 18 dec. 1983)  | 320,1 (dec.)   | 10,6           |
| Bouches-du-Rhône        | Aix-Les Milles     | 13,8                    | 40,5 (le 26 juil. 1983) | -15,7 (le 7 janv. 1985)  | 23.7       | 320,8          | 300,0 (le 13 nov. 1982)  | 364,0 (nov.)   | 8,9            |
| Bouches-du-Rhône        | Istres             | 15,6                    | 44,3 (le 28 juin 2019)  | -13,6 (le 10 fev. 1956)  | 0          | 572,9          | 331,0 (le 19 dec. 1997)  | 356,6 (janv.)  | 10,3           |
| Bouches-du-Rhône        | Marignane          | 15,9                    | 39,7 (le 26 juil. 1983) | -16,8 (le 12 fev. 1956)  | 2897.6     | 532,3          | 212,3 (le 18 sept. 1932) | 212,4 (sept.)  | 9,0            |
| Bouches-du-Rhône        | Salon-de-Provence  | 14,8                    | 43,4 (le 28 juin 2019)  | -18,5 (le 12 fev. 1956)  | 0          | 594,1          | 299,0 (le 1 oct. 1990)   | 329,8 (oct.)   | 9,5            |
| Hautes-Alpes            | Briançon           | 8,8                     | 36,2 (le 23 août 2023)  | -17,9 (le 7 janv. 1985)  | 0          | 596,3          | 82,0 (le 15 dec. 1983)   | 112,1 (mai)    | 8,0            |
| Hautes-Alpes            | Embrun             | 11,1                    | 38,4 (le 28 juin 2019)  | -19,1 (le 09 janv. 1985) | 2530.5     | 732,6          | 140,0 (le 8 dec. 1982)   | 248,0 (dec.)   | 8,2            |
| Var                     | Le Luc             | 15,5                    | 42,7 (le 07 juil. 1982) | -17,0 (le 12 fev. 1956)  | 2752.4     | 832,3          | 286,2 (le 15 juin 2010)  | 310,4 (juin)   | 10,9           |
| Var                     | Fréjus             | 15,0                    | 42,5 (le 29 juil. 1983) | -9,0 (le 9 janv. 1985)   | 8.3        | 923,0          | 194,1 (le 18 juin 1988)  | 202,4 (sept.)  | 9,4            |
| Var                     | Hyères             | 15,7                    | 42,3 (le 07 juil. 1982) | -11,0 (le 08 janv. 1985) | 0          | 668,8          | 252,0 (le 12 avr. 1989)  | 258,6 (avr.)   | 10,0           |
| Var                     | Toulon             | 16,7                    | 40,1 (le 7 juil. 1982)  | -7,5 (le 10 fev. 1986)   | 2837       | 459,4          | 230,4 (le 18 oct. 1982)  | 241,8 (oct.)   | 8,7            |
| Vaucluse                | Carpentras         | 14,7                    | 44,3 (le 28 juin 2019)  | -15,4 (le 07 janv. 1985) | 2835.3     | 665,5          | 212,0 (le 22 sept. 1992) | 198,0 (oct.)   | 9,7            |
| Vaucluse                | Orange             | 14,8                    | 42,7 (le 22 août 2023)  | -14,5 (le 10 fev. 1956)  | 266.3      | 719,6          | 219,2 (le 08 sept. 2002) | 204,8 (dec.)   | 10,8           |

## Événements météorologiques exceptionnels

### Événements historiques
Novembre 1840 - Crue majeure du Rhône - En novembre 1840, le Rhône connait une crue majeure, qui reste encore une référence aujourd\’hui. Avec celle de mai 1856, ce sont les 2 crues du fleuve les plus fortes du XIXème siècle.
Mai 1856 - Une crue majeure du Rhône - En mai 1856, le Rhône connait une crue majeure, qui reste encore une référence aujourd’hui. Avec celle de novembre 1840, ce sont les 2 crues du fleuve les plus fortes au XIXème siècle.
2 décembre 1959 - Catastrophe du barrage de Malpasset - "21 minutes pour tout détruire....".
6 au 8 novembre 1982 - Tempête et inondations majeures sur le grand Sud - Cette violente tempête, accompagnée de très fortes pluies, balaie l’Europe occidentale causant des destructions catastrophiques dans une trentaine de départements et de nombreuses victimes : en France 15 morts et 60 blessés, 12 morts en Andorre. 
Octobre 1993 - Crue majeure en basse vallée du Rhône - Inondations en Camargue - Après un mois d’une pluviosité exceptionnelle et persistante sur le sud-est de la France, le Rhône connait une crue importante dans sa partie aval. Des digues se rompent et des inondations se produisent en Camargue.
Toussaint 1993 - "Déluge" sur la Corse - Les quantités de pluie mesurées lors de cet événement sont les plus fortes enregistrées en Corse. Les conséquences ont été désastreuses sur l’Île de Beauté.
6 et 7 janvier 1994 - Crues majeures en basse vallée du Rhône et sur la Durance - Inondations en Camargue
3 mois après le débordement spectaculaire du Rhône en Camargue, le fleuve connaît à nouveau une crue exceptionnelle dans sa partie aval. Des inondations se produisent à nouveau en Camargue. La Durance enregistre également un fort débit.

### Années 2000
8 et 9 septembre 2002 - Catastrophe sur le Gard - Cet épisode est caractérisé par l’importance de la superficie touchée par les fortes pluies et par les cumuls observés. Plus de 5000 km2 (soit une surface proche de celle du département du Gard) ont recueilli des précipitations supérieures à 200 mm sur ces 2 jours, le maximum avoisinant 700 mm.
4 décembre 2003 - Crues majeures du Rhône et de ses affluents - Début décembre 2003, les régions méditerranéennes ont connu un épisode pluvieux d’une très grande ampleur, à l’origine du débordement de nombreux cours d’eau, notamment le Rhône qui dans sa partie aval a connu une crue comparable à celle de 1856.
5 au 9 septembre 2005 - Pluies diluviennes sur le Gard - Depuis la mise en place de la procédure Vigilance en octobre 2001, c’est la 3ème fois, que le niveau d’alerte rouge pour les précipitations est lancé (1ère : en septembre 2002, 2ème fois en décembre 2003).

### Années 2010

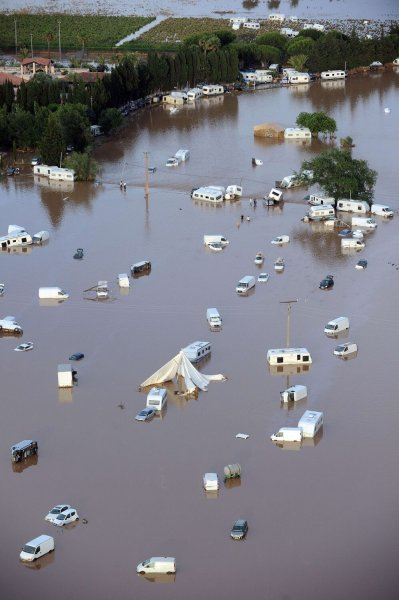
Le 16 juin 2010, dans la plaine de l'Argens.

15 juin 2010 - Catastrophe de Draguignan - Le lundi 14 juin à 16 h, les services de Météo-France placent en vigilance orange onze départements du sud-est de la France. L'organisme prévoit entre 150 et 200 mm de cumuls liés à la situation orageuse, en particulier sur le Var, les Bouches-du-Rhône et le Vaucluse. Le mardi 15 juin, le Var est touché par un épisode méditerranéen qui frappe essentiellement l'est du département. La situation météorologique est classique, mais inhabituelle en cette saison. Une dépression froide descend le long de la façade ouest de la France en direction de la péninsule ibérique. Le flux d'air se redresse au sud sur le bassin méditerranéen. Devenu chaud et humide au-dessus de la mer, il alimente des orages stationnaires au pied des Alpes. C'est dans le secteur compris entre Saint-Tropez et la région de Draguignan que les pluies sont les plus intenses avec des cumuls de 200 à 300 mm, et des maxima à 397 mm aux Arcs-sur-Argens et 460 mm à Lorgues. Les volumes précipités sont extraordinaires : 400 mm en moins de deux jours, ce qui n'avait jamais été mesuré en cinquante ans d'observations en Provence. 
Sur la ville de Draguignan, mais aussi près de là, à Figanières, Trans-en-Provence, Le Luc, Fréjus, Saint-Aygulf et au Muy, les ruissellements et débordements de rivières ont provoqué 23 victimes.

### Années 2020
2 octobre 2020 - Inondations catastrophiques dans les Alpes-Maritimes - Le 2 octobre 2020, à la suite de la tempête Alex qui a sévi sur l’ouest de la France, une perturbation avec des pluies diluviennes touche les Alpes-Maritimes.

## Politique et planification climatiques

### Niveau national
Pour respecter les deux objectifs de l'accord de Paris sur le climat (réchauffement bien en-dessous de 2 °C et de préférence limité à 1,5 °C), une réduction forte et immédiate des émissions de CO2 est indispensable, jusqu'à atteindre la neutralité carbone, seule à même de stopper le réchauffement. Diminuer les émissions des autres gaz à effet de serre, en particulier le méthane, est également pertinent. Pour répondre à cet objectif, la France, à travers sa politique climatique, déploie différentes stratégies d'atténuation et d'adaptation), avec des objectifs spécifiques comme la réduction des émissions de gaz à effet de serre de 50 % entre 1990 et 2030 (20 % en 2019) ou la réduction de la consommation énergétique finale de 50 % en 2050 par rapport à la référence 2012 en visant un objectif intermédiaire de 20 % en 2030. La traduction des engagements de la France sur le climat et l'énergie se décline en différents documents de planification aux niveaux régional et local.

### Niveau régional
Les régions sont des acteurs clés dans la lutte contre le changement climatique. Elles ont un rôle important à jouer dans l’adaptation et l’atténuation du changement climatique. 

#### SRADDET, schéma régional d'aménagement durable
L’élaboration d’un schéma régional d'aménagement, de développement durable et d'égalité des territoires (SRADDET) est confiée à la région par l’article 10 de la loi portant nouvelle organisation territoriale de la République (NOTRe) du 7 août 2015. Dans ce cadre, le conseil régional de Provence-Alpes-Côte d'Azur adopte le 26 juin 2019 le projet de SRADDET, qui est ensuite approuvé par le préfet de région le 15 octobre 2019. Une démarche de modification du document est lancée en 2022 pour le mettre le document en conformité avec la loi Climat et Résilience, la loi 3DS et la loi relative à la lutte contre le gaspillage et sur l’économie circulaire.

#### GREC-Sud, groupe régional d’experts sur le climat
Devant l’enjeu climatique, des « groupes régionaux d’experts sur le climat (GREC) » sont mis en place dans les différentes régions. le GREC-Sud est le projet phare de l’association AIR Climat depuis 2015 et est financé pour son animation par la Région Provence-Alpes Côte d’Azur et l'Ademe Paca. Son objectif principal est de rapprocher les connaissances, les initiatives et les réseaux portant sur les changements climatiques à l’échelle de la région Provence-Alpes Côte d’Azu dans le but d’éclairer les décisions en matière de stratégies et d’actions locales d’adaptation.

### Niveau local

#### SCOT
Les lois Grenelle de 2009 et 2010 ont renforcé le rôle des schémas de cohérence territoriale (SCoT), en étendant leurs moyens d’actions dans de nombreux domaines (consommation d'espace, continuités écologiques, commerce, mais aussi air, énergie et climat). YY SCOT sont approuvés ou en cours d'élaboration en Occitanie au 31 décembre 2022.

#### PCAET
Instaurés par la loi relative à la transition énergétique pour la croissance verte du 17 août 2015, les plans climat-air-énergie territorial (PCAET) sont définis à l’article L. 229-26 du code de l'environnement. Ils sont obligatoires pour les établissements publics de coopération intercommunale (EPCI) à fiscalité propre de plus de 20 000 habitants. Les EPCI de moins de 20 000 habitants peuvent s’ils le souhaitent élaborer des PCAET volontaires. Chaque PCAET doit être mis à jour tous les 6 ans et faire l’objet d’un bilan à mi-parcours au bout de 3 ans.
En août 2023, 52 PCAET sont adoptés ou en cours d'élaboration : 36 obligatoires, 33 non obligatoires et 3 volontaires.

#### PLU
Les Plans locaux d'urbanisme (PLU) et PLU intercommunaux doivent être compatibles le PCAET (et non plus simplement le prendre en compte comme c'était le cas jusqu'au 1er avril 2021).